# Psammocythere remanei
Psammocythere remanei is een mosselkreeftjessoort uit de familie van de Psammocytheridae. De wetenschappelijke naam van de soort is voor het eerst geldig gepubliceerd in 1936 door Klie.